# Пенкуле
Пе́нкуле (латыш. Penkule) — населённый пункт в южной части Латвии, расположенный в Пенкульской волости Добельского края. До 1 июля 2009 года входил в состав Добельского района.
Является центром Пенкульской волости. Расстояние до Добеле — 23 км. По данным на 2015 год, в населённом пункте проживало 319 человек.

## История
Нынешнее поселение возникло на территории Пенкульского поместья (Pankelhof).
В советское время населённый пункт был центром Пенкульского сельсовета Добельского района. В селе располагалась центральная усадьба колхоза «Пенкуле».
В селе имеются: 4 магазина, Пенкульская основная школа, библиотека, дом культуры, образовательно-информационный центр, врачебная практика, почтовое отделение. Лютеранская церковь Пенкуле является памятником архитектуры.